# Clinotarsus alticola
Clinotarsus alticola är en groddjursart som först beskrevs av George Albert Boulenger 1882.  Clinotarsus alticola ingår i släktet Clinotarsus och familjen egentliga grodor. IUCN kategoriserar arten globalt som livskraftig. Inga underarter finns listade i Catalogue of Life.